# Blythe Hartley
Blythe Hartley, född den 2 maj 1982 i Edmonton, är en kanadensisk simhoppare.
Hon tog OS-brons i synkroniserade höga hopp i samband med de olympiska simhoppstävlingarna 2004 i Aten.